# Richard Hooker
Richard Hooker (Heavitree, Exeter, Devon, 1554 - Bishopsbourne, Kent, 1600) va ser un teòleg anglicà que va influir poderosament en el pensament conservador britànic. Als seus escrits defensava la salvació per la fe, tenint confiança en la misericòrdia divina i feia èmfasi en allò que unia els diferents corrents cristians (ecumenisme). També va argumentar que el poder polític de l'església era indiferent per a Déu, per tant no era un afer religiós sinó simplement temporal. Defensava la tolerància social i la moderació com a principis rectors de la conducta humana per tal de no trencar el grup social.